# Triplophysa xichangensis
Triplophysa xichangensis är en fiskart som beskrevs av Zhu och Cao, 1989. Triplophysa xichangensis ingår i släktet Triplophysa och familjen grönlingsfiskar. IUCN kategoriserar arten globalt som livskraftig. Inga underarter finns listade i Catalogue of Life.